# 主真管螺
主真管螺（学名：Phaedusa principalis）是烟管蜗牛科管螺属的一种。

## 分佈
主要分布于中国大陆，常栖息在阴暗潮湿、多腐殖质的环境。